# Alberto Marchetti
Pour les articles homonymes, voir Marchetti.
Alberto Marchetti (né le 16 décembre 1954 à Montevarchi dans la province d'Arezzo en Italie) est un joueur devenu entraîneur de football italien, qui jouait au milieu de terrain.
Il était réputé pour être un milieu disposant d'une bonne vision de jeu et d'un bon tir aux 16 mètres.

## Biographie
Après quelques saisons passées avec la primavera (équipe jeune) bianconera (Juventus), Alberto Marchetti débute sous forme de prêt sa carrière pro en Serie B a l'Arezzo (en 1973-1974 puis à Novara en 1975-1976), avant de jouer son premier match de championnat avec la Juve, le 10 octobre 1976 (lors d'un Juventus-Genoa, victoire 1-0). En 1976-77, il remporte le scudetto (titre de champion d'Italie) avec 51 points puis la Coupe UEFA. Cette Juventus est alors sur le toit de l'Europe, où le jeune Marchetti ne réussira jamais à s'imposer.
Après six matchs joués avec les bianconeri, il décide de changer d'air pour plus de temps de jeu, qu'il trouve au Cagliari Calcio, club avec lequel il inscrit au total 19 buts. Il part ensuite rejoindre l'Udinese Calcio et l'Ascoli Calcio. 
À 33 ans, il retourne au Novara Calcio en Serie C2.
Au total, il a joué 185 matchs en Serie A et 153 matchs en Serie B.

## Palmarès
Juventus
- Championnat d'Italie (1) :
  - Champion : 1976-77.

- Coupe d'Italie :
  - Finaliste : 1972-73.

- Coupe UEFA (1) :
  - Vainqueur : 1976-77.